# Welton (Somerset)
Welton – osada w Anglii, w Somerset, w dystrykcie (unitary authority) Bath and North East Somerset. Leży 53,3 km od miasta Taunton, 22,1 km od miasta Bristol i 167,9 km od Londynu. W latach 1870–1872 osada liczyła 1480 mieszkańców.